# Pallamano Messina
La A.S.Pallamano Messina è l'unica squadra messinese di pallamano maschile che abbia militato nel massimo campionato di pallamano italiano,la serie A1 nel 1998-99 e 1999-2000.

## Storia
Il 14 ottobre 1981, un gruppo di appassionati, capeggiati dal colonnello Pitrone, fonda la Pallamano Messina, che nel 1992-93, diventa la squadra di punta della città per la pallamano maschile assorbendo alcuni giocatori del dismesso Cus Messina che aveva partecipato alla serie A2 nazionale.
Nelle stagioni sportive 1998/1999 e 1999/2000 ha affrontato il campionato di serie A/1 riuscendo in entrambe le occasioni a raggiungere l'obiettivo della salvezza al termine della stagione. L'anno successivo non si è iscritta per il terzo anno consecutivo al massimo campionato per ragioni legate alla impossibilità economica di sostenere i costi di gestione della squadra.